# 斯特拉頓冰川
80°22′S 29°0′W / 80.367°S 29.000°W
斯特拉頓冰川（英語：Stratton Glacier）是南極洲的冰川，位於科茨地的沙克爾頓山脈地區，流經波因特冰原島峰和韋斯頓山，全長37公里，在1957年由英聯邦探險隊繪入地圖。